# Bahnhof Arnhem Zuid
Der Bahnhof Arnhem Zuid ist ein Durchgangsbahnhof im gleichnamigen Bezirk in der Gemeinde Arnhem, die sich in der niederländischen Provinz Gelderland befindet. Er liegt an der Bahnstrecke Arnhem–Nijmegen.

## Geschichte
Um die Mobilität im Gemeindebezirk Arnhem-Zuid, welcher mehrheitlich nach dem Ende des Zweiten Weltkrieges entstanden ist, zu verbessern, sollte dieser durch einen neuen Bahnhof an den öffentlichen Personennahverkehr angebunden werden. Am 10. Dezember 2005 wurde die Eröffnung des Bahnhofs festlich zelebriert, als eine Dampflokomotive der Veluwsche Stoomtrein Maatschappij am Eröffnungstag die Strecke befuhr. Die offizielle Inbetriebnahme sollte am folgenden Tag erfolgen, jedoch hielten keine Züge der Nederlandse Spoorwegen am Bahnhof. Daher machte der erste Zug am 12. Dezember halt. Der niederländische Architekt Edwin Megens des Entwurfsbüros studioSK, einer Abteilung des Ingenieurbüros Movares, konstruierte die Pläne für den neuen Bahnhof in Arnhem-Zuid.
Im Jahr 2018 wurde der Bahnhof Arnhem Zuid täglich von 3222 Fahrgästen genutzt, was einem Anstieg von zehn Prozent gegenüber dem Jahr 2017 entspricht. Durch die COVID-19-Pandemie ging die Fahrgastzahl im Jahr 2020 auf 1697 Fahrgäste zurück. Bis 2024 stieg die Zahl wieder auf 3224 Fahrgäste an.

## Streckenverbindungen
Der Bahnhof Arnhem Zuid wird im Jahresfahrplan 2023 von folgenden Linien bedient:
| Zugtyp   | Linienverlauf                                                                               | Frequenz |
| -------- | ------------------------------------------------------------------------------------------- | --- |
| Sprinter | Dordrecht – Breda – Tilburg – ’s-Hertogenbosch – Nijmegen (– Arnhem Zuid – Arnhem Centraal) | halbstündlich (fährt nur in der HVZ zwischen Arnhem Centraal und Nijmegen; sonntags stündlich zwischen ’s-Hertogenbosch und Nijmegen) |
| Sprinter | (Wijchen –) Nijmegen – Arnhem Zuid – Arnhem Centraal – Zutphen                              | halbstündlich (abends und sonntags nicht nach Wijchen)                                                                                |